# Janne Korhonen
Janne Korhonen, né le 30 mars 1970 à Oulu, Finlande et mort le 30 juin 2023 dans la même ville, est un taekwondoïste finlandais. Il a été trois fols Champion d´Europe de l'International Taekwon-Do Federation en 1992, 1993 et 1999.
Il mesure 193 cm et pèse 120 kg. Il pratique également l´athlétisme, entre autres, le lancer du disque (58,32 m) et le 100 mètres (11,2 secondes). Il a un diplôme en médecine.